# Campo San Barnaba
Campo San Barnaba è un campo di Venezia ubicato nel sestiere di Dorsoduro.
Si trova lungo il percorso principale che congiunge la zona del Ponte dell'Accademia verso Piazzale Roma. È dominato dalla mole della chiesa di San Barnaba che con la sua imponente facciata neoclassica ne occupa tutto il lato meridionale del campo.
Per le sue caratteristiche particolarmente scenografiche, è stato usato molto spesso come set cinematografico. Tra i film più famosi che contengono scene girate qui ci sono Tempo d'estate di David Lean, con Katharine Hepburn e Rossano Brazzi (nella scena in cui la protagonista cade in acqua nel canale), e Indiana Jones e l'ultima crociata, con Harrison Ford (nella scena in cui il protagonista esplora i sotterranei della chiesa, nella realtà inesistenti).
Nel gennaio del 1441 in questo campo si svolse un curioso e pomposo spettacolo. Sopra un ponte allestito con delle barchette sul vicino canale, si svolse una corsa di cavalli per festeggiare le nozze tra il figlio del doge Francesco Foscari, Jacopo e Lucrezia Contarini. A questa curiosa cavalcata seguì l'arrivo del Bucintoro con a bordo 150 dame  e seguito da tutte le barche dei nobili. Il corteo scortò poi la sposa fino a Palazzo Ducale.
Da questo campo deriva il termine barnabotti indicante i nobili poveri che vivevano in questa zona di Venezia e gestivano un Casino de Nobili che fu una casa da gioco antenata dell'attuale Casinò di Venezia.